# The New Cars
The New Cars foi uma banda formada em 2005 por dois dos membros originais da banda new wave dos anos 1970/1980, The Cars: Elliot Easton e Greg Hawkes. Junto com o vocalista/guitarrista Todd Rundgren, o baixista/vocalista Kasim Sulton e o baterista Prairie Prince, a banda tocava músicas dos próprios Cars, seleções da carreira de Rundgren, mas também compuseram material novo.
Em 2006 lançaram seu primeiro e único álbum — It's Alive! — tendo como música de trabalho a canção "Not Tonight". O lançamento foi seguido de turnê promocional no mesmo ano. Depois do último concerto da turnê em 2007, a banda se desfez.

## Discografia

### Álbum
| Data              | Álbum       | Selo                           |
| ----------------- | ----------- | ------------------------------ |
| 9 de maio de 2006 | It's Alive! | Eleven Seven Music #4607000512 |

### Single
| Data                | Single        | Selo               |
| ------------------- | ------------- | ------------------ |
| 20 de março de 2006 | "Not Tonight" | Eleven Seven Music |